# Xã Upper Dublin, Quận Montgomery, Pennsylvania
Xã Upper Dublin (tiếng Anh: Upper Dublin Township) là một xã thuộc quận Montgomery, tiểu bang Pennsylvania, Hoa Kỳ. Năm 2010, dân số của xã này là 25.569 người.